# Таборинский заказник
Таборинский зоологический охотничий заказник — государственный заказник площадью 7,7 тысячи гектаров в Таборинском муниципальном районе Свердловской области.
Заказник организован 11 августа 1967 года для сохранения и повышения численности бобра. К природному комплексу заказника относятся бобёр, а также лось, выдра, лисица, белка, глухарь, тетерев и др.